# 16 kwietnia
16 kwietnia jest 106. (w latach przestępnych 107.) dniem w kalendarzu gregoriańskim. Do końca roku pozostaje 259 dni.

## Święta
- Imieniny obchodzą: Benedykt, Bernadeta, Cecylian, Charyzjusz, Erwin, Erwina, Feliks, Julia, Joachim, Kalikst, Kwintylian, Lambert, Lamberta, Leonid, Marcjalis, Optat, Publiusz, Saturnin, Turybiusz i Urban.
- Polska – Święto Wojsk Inżynieryjnych – Dzień Sapera[1]
- Europejski Dzień Kontroli Prędkości[2]
- Wspomnienia i święta w Kościele katolickim obchodzą[3][4]:
  - św. Bernadeta Soubirous (tercjarka)
  - św. Benedykt Józef Labre (tercjarz)
  - św. Patern Avranches (biskup)
  - św. Fruktuoz z Bragi (biskup)

## Wydarzenia w Polsce
- 1340 – Wojna o księstwo halicko-włodzimierskie: król Kazimierz III Wielki zajął Lwów, obsadzając je polską załogą, a osiadłym Niemcom powierzył obronę.
- 1477 – Wybuchł największy pożar w historii Słupska.
- 1582 – Wybuchł wielki pożar Głogówka.
- 1597 – Założono osadę Olędry Ujskie – pierwszą kolonię olęderską w Wielkopolsce.
- 1627 – Kardynał Antonio Santacroce został nuncjuszem apostolskim w Polsce.
- 1638 – Bojanowo uzyskało prawa miejskie.
- 1689 – Wybuchł wielki pożar Świdwina.
- 1710 – Zakończyły się trwające od 4 lutego obrady zastępującej Sejm Walnej Rady Warszawskiej.
- 1792 – Ignacy Wyssogota Zakrzewski został pierwszym prezydentem Warszawy.
- 1863 – Powstanie styczniowe: zwycięstwo powstańców w bitwie pod Borowymi Młynami.
- 1912 – W Żorach otwarto niemiecką średnią szkołę męską (obecnie I Liceum Ogólnokształcące im. Karola Miarki).
- 1914 – Otwarto Stadion Miejski w Krakowie.
- 1919:
  - Wojna polsko-bolszewicka: rozpoczęła się ofensywa wojsk polskich.
  - W Warszawie odbył się zjazd Związku Socjalistycznej Młodzieży Polskiej. Na przewodniczącego wybrano Stanisława Dubois.
- 1921 – Uruchomiono połączenie lotnicze Warszawa-Paryż.
- 1927 – Polskie Radio po raz pierwszy transmitowało w południe Hejnał mariacki z Krakowa.
- 1936 – W krwawych zamieszkach antyrządowych we Lwowie zginęło kilkadziesiąt osób.
- 1939 – Wszedł do służby okręt podwodny ORP „Sęp”.
- 1943 – II wojna światowa: Rząd Polski na Uchodźstwie zwrócił się do Międzynarodowego Czerwonego Krzyża o zbadanie okoliczności zbrodni katyńskiej.
- 1944:
  - w ramach operacji Most I (Wildhorn I) na lądowisku „Bąk” w okolicach miejscowości Matczyn wylądował samolot Dakota.
  - Ukraińscy żołnierze 14. Dywizji Grenadierów SS dokonali masakry od 250 do 862 Polaków w Chodaczkowie Wielkim w dawnym województwie tarnopolskim.
- 1945:
  - Na wysokości Mierzei Helskiej został zatopiony przez radziecki okręt podwodny niemiecki transportowiec „Goya” wraz z co najmniej 6 tys. uciekinierów z Prus Wschodnich i Gdańska.
  - Rozpoczęła się ofensywa wojsk radzieckich i polskich wzdłuż linii Odry do Nysy Łużyckiej, której celem było zdobycie Berlina.
- 1947 – Na terenie byłego obozu Auschwitz-Birkenau został powieszony jego były komendant Rudolf Höß.
- 1950:
  - Na Politechnice Warszawskiej rozpoczął się kongres studentów polskich, na którym powołano Zrzeszenie Studentów Polskich (ZSP).
  - Rozpoczęto akcję zbierania podpisów pod Apelem sztokholmskim wzywającym do wprowadzenia zakazu broni atomowej.
- 1952 – Gen. August Emil Fieldorf został skazany przez Sąd Wojewódzki w Warszawie na karę śmierci.
- 1957 – Utworzono Wielkopolski Park Narodowy.
- 1961 – Odbyły się wybory do Sejmu PRL i do Rad Narodowych.
- 1973 – Odbył się pierwszy w historii PLL LOT rejs transoceaniczny Iła-62 „Mikołaj Kopernik” do Nowego Jorku.
- 1979 – Premiera filmu Zmory w reżyserii Wojciecha Marczewskiego.
- 1991 – Odbyła się pierwsza sesja na Giełdzie Papierów Wartościowych w Warszawie.
- 1999:
  - Premiera filmu Amok w reżyserii Natalii Korynckiej-Gruz.
  - Wystartowały kanały telewizyjne: Ale Kino! i dziecięcy MiniMax.
- 2004 – Sejm RP przyjął ustawę o ochronie przyrody.
- 2010 – Polska strefa powietrzna została zamknięta z powodu chmury pyłów wulkanicznych powstałej po erupcji islandzkiego wulkanu Eyjafjallajökull.
- 2016 – W związku z przebudową ul. Koszalińskiej w Sławnie rozebrano pomnik poległych żołnierzy (właściwie Pomnik Wdzięczności Armii Radzieckiej).

## Wydarzenia na świecie

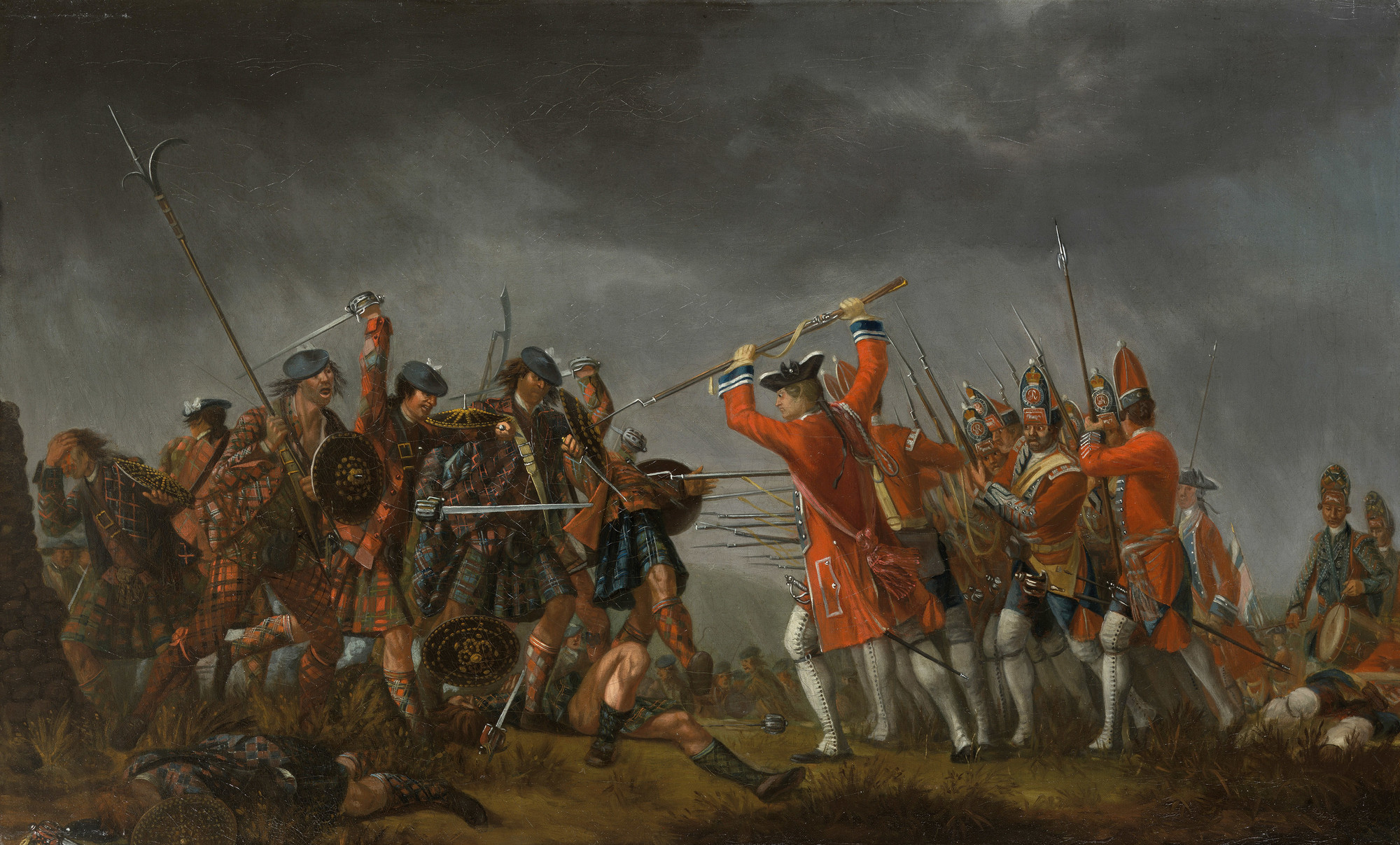
Bitwa pod Culloden (1746) na obrazie Davida Moriera Incydent w powstaniu 1745 roku

- 69 – Cesarz rzymski Marek Salwiusz Oton popełnił samobójstwo po przegranej bitwie pod Bedriacum z uzurpatorem Witeliuszem, który ruszył na Rzym, gdzie ogłosił się nowym cesarzem.
- 73 – Wojna żydowska: wódz rzymski Flawiusz Silwa, po zbiorowym samobójstwie obrońców, zajął żydowską twierdzę Masada.
- 556 – Pelagiusz I został papieżem.
- 1209 – Franciszek z Asyżu otrzymał od papieża Innocentego III ustne zatwierdzenie reguły Zakonu Braci Mniejszych.
- 1346 – Stefan Urosz IV Duszan został koronowany na króla Serbów i Greków.
- 1520 – Wybuchło powstanie Comuneros w Kastylii.
- 1521 – Hiszpanie pod wodzą Hernána Cortésa zdobyli azteckie miasto Xochimilco.
- 1582 – Hiszpanie założyli miasto Salta w Argentynie.
- 1705 – Isaac Newton został pasowany na rycerza przez królową Annę Stuart.
- 1710 – Pół roku po śmierci Iwana Mazepy na nowego hetmana kozackiego został wybrany na uchodźstwie w Benderach Filip Orlik. W tym samym dniu zawarł on ze starszyzną i wojskiem umowę, zwaną Konstytucją Praw i Wolności Wojska Zaporoskiego (Pacta et Constitutiones legum libertatumque Exercitus Zaporoviensis), określającą główne elementy państwa: granice, terytorium, pojęcie narodu, władze, finanse, sądownictwo i religię.
- 1735 – W Londynie odbyła się premiera opery Alcina Georga Friedricha Händla.
- 1746 – II powstanie jakobickie: armia brytyjska pokonała wojska jakobickie w bitwie pod Culloden.
- 1763 – George Grenville został premierem Wielkiej Brytanii.
- 1771 – Giovanni Battista Cambiaso został dożą Genui.
- 1780 – Założono Westfalski Uniwersytet Wilhelma w Münsterze.
- 1781 – Zwycięstwo eskadry brytyjskiej nad francuską w bitwie pod Porto Praya na Wyspach Zielonego Przylądka.
- 1797 – Paweł I Romanow został koronowany na cara Rosji.
- 1799 – Wyprawa Napoleona do Egiptu: wojska francuskie rozbiły przeważające siły tureckie w bitwie pod Górą Tabor.
- 1809 – V koalicja antyfrancuska: zwycięstwo wojsk austriackich nad francusko-włoskimi w bitwie pod Sacile.
- 1814 – Wojna o niepodległość Wenezueli: zwycięstwo wojsk hiszpańskich w bitwie na Arao.
- 1818 – Senat Stanów Zjednoczonych ratyfikował amerykańsko-kanadyjski traktat w sprawie demilitaryzacji nadgranicznego regionu Wielkich Jezior.
- 1841 – Przyszły car Aleksander II Romanow poślubił Marię Heską.
- 1845 – Jean-Louis Pierrot został prezydentem Haiti.
- 1850 – Ponad 200 osób zginęło we francuskim Angers w wyniku runięcia mostu podczas przemarszu kolumny wojska.
- 1853 – Uruchomiono pierwszą regularną linię kolejową w Indiach (Bombaj-Thane).
- 1854 – Trzęsienie ziemi zniszczyło stolicę Salwadoru San Salvador.
- 1856 – W Paryżu podpisana została deklaracja dotycząca prawa wojny morskiej potwierdzająca zniesienie piractwa i zawierająca po raz pierwszy definicję blokady morskiej.
- 1859 – Założono miasto Fray Bentos w Urugwaju (jako Independencia).
- 1871 – Cesarz Wilhelm I Hohenzollern nadał konstytucję zjednoczonym Niemcom.
- 1881 – W Jelizawietgradzie (dzisiejszym Kropywnyckim) na Ukrainie doszło do pogromu Żydów (15-16 kwietnia).
- 1888 – Niemcy anektowały wyspę Nauru na Pacyfiku.
- 1894 – Nubar Pasza został po raz trzeci premierem Egiptu.
- 1903 – Newport w stanie Waszyngton otrzymało prawa miejskie.
- 1904 – Założono duński konglomerat Mærsk.
- 1909 – Sformowano Belgijskie Siły Powietrzne.
- 1912:
  - Harriet Quimby, jako pierwsza kobieta, przeleciała samotnie samolotem nad kanałem La Manche.
  - Otwarto Royal Ontario Museum w Toronto.
  - Założono chorwacki klub piłkarski RNK Split.
- 1913 – I wojna bałkańska: Turcja wystąpiła do koalicji państw bałkańskich z propozycją zawieszenia broni.
- 1914 – Shigenobu Ōkuma został po raz drugi premierem Japonii.
- 1917:
  - I wojna światowa: rozpoczęła się bitwa pod Aisne.
  - Do Piotrogrodu powrócił z emigracji Włodzimierz Lenin.
- 1922 – Republika Weimarska i Rosyjska FSRR zawarły układ w Rapallo.
- 1925 – Bułgarscy komuniści przeprowadzili zamach bombowy w cerkwi „Sweta Nedelja” w Sofii, w wyniku którego zginęło 213 osób, a ponad 500 zostało rannych.
- 1926 – W stoczni we francuskim Caen zwodowano niszczyciel ORP „Burza”.
- 1934 – Ustanowiono tytuł Bohatera Związku Radzieckiego.
- 1937 – Hiszpańska wojna domowa: zwycięstwem wojsk republikańskich zakończyła się bitwa pod Pozoblanco (6 marca-16 kwietnia).
- 1939 – Utworzono Królestwo Albanii pod włoskim protektoratem.
- 1941:
  - Kampania śródziemnomorska: u wybrzeży Tunezji Brytyjczycy zniszczyli niemiecko-włoski konwój „Tarigo”.
  - Bitwa o Anglię: w wyniku niemieckiego bombardowania Londynu zginęło ponad tysiąc osób.
- 1943 – Szwajcarski chemik Albert Hofmann przypadkowo odkrył psychoaktywne właściwości LSD.
- 1944 – Ponad 1100 osób zginęło w wyniku bombardowania Belgradu przez lotnictwo brytyjskie i amerykańskie.
- 1945:
  - Jugosłowiańscy partyzanci rozpoczęli ostatnią ofensywę przeciwko wojskom niemieckim.
  - Rozpoczęła się bitwa o Berlin.
- 1947:
  - Amerykański przemysłowiec i polityk Bernard Baruch po raz pierwszy użył terminu „zimna wojna”.
  - W porcie w Texas City wskutek wybuchu 2300 ton saletry amonowej w ładowniach francuskiego statku SS „Grandcamp” zginęło 581 osób, a tysiące odniosły obrażenia.
- 1948:
  - Powstała Organizacja Europejskiej Współpracy Gospodarczej (OEEC).
  - Prezydent USA Harry Truman podpisał ustawę opartą na Planie Marshalla.
- 1949 – Dokonano oblotu pierwszego amerykańskiego odrzutowego myśliwca przechwytującego Lockheed F-94 Starfire.
- 1951 – U południowych wybrzeży Anglii zatonął okręt podwodny HMS „Affray”, w wyniku czego zginęło 75 członków załogi.
- 1952 – 5 dni po zamachu stanu dokonanym przez Narodowy Ruch Rewolucyjny (MNR) urząd prezydenta Boliwii objął Víctor Paz Estenssoro.
- 1954 – Lakewood w Kalifornii uzyskało prawa miejskie.
- 1956 – Austria została przyjęta do Rady Europy.
- 1960 – Francuski filozof i krytyk sztuki Pierre Restany opublikował manifest „Nowego realizmu”.
- 1964:
  - Ukazał się debiutancki album zespołu The Rolling Stones pt. The Rolling Stones.
  - W Wiedniu oddano do użytku Wieżę Dunajską.
- 1966 – Abd ar-Rahman Arif został prezydentem Iraku.
- 1970 – W wyniku zejścia lawiny na sanatorium na płaskowyżu d'Assy w Alpach francuskich zginęły 74 osoby, w tym 56 dzieci.
- 1972:
  - Podarowana przez chiński rząd para pand wielkich Ling-Ling i Hsing-Hsing została przywieziona do Smithsonian National Zoological Park w Waszyngtonie.
  - Rozpoczęła się załogowa misja księżycowa Apollo 16.
- 1975:
  - Léon Mébiame został premierem Gabonu.
  - Mamduh Salim został premierem, a marszałek Husni Mubarak wiceprezydentem Egiptu.
- 1979 – Dwóch marynarzy zginęło u wybrzeży Bornholmu w pożarze, który doszczętnie zniszczył polski drobnicowiec MS „Reymont”.
- 1985 – Oficer CIA Aldrich Ames został zwerbowany przez radziecki wywiad.
- 1988 – Komandosi izraelscy pod dowództwem przyszłego premiera Ehuda Baraka zabili w jego domu w Tunisie Abu Dżihada, najbliższego współpracownika szefa OWP Jasira Arafata
- 1991 – Škoda Auto została kupiona przez Volkswagena.
- 1992 – Pierwszy zastępca ministra obrony Federacji Rosyjskiej gen. Boris Gromow i prezydent Czeczenii gen. Dżochar Dudajew podpisali porozumienie o wyprowadzeniu z tej republiki wojsk byłego ZSRR.
- 1993 – Mahamane Ousmane został prezydentem Nigru.
- 1999 – Na Białorusi rozpoczął działalność pierwszy operator komórkowy w standardzie GSM.
- 2000 – Na Ukrainie odbyło się referendum w sprawie reformy systemu politycznego.
- 2003 – Podpisano Traktat ateński dotyczący wstąpienia do Unii Europejskiej Cypru, Czech, Estonii, Litwy, Łotwy, Malty, Polski, Słowacji, Słowenii i Węgier.
- 2004 – James Michel został prezydentem Seszeli.
- 2007 – W wyniku dwóch strzelanin na kampusie w Virginia Polytechnic Institute and State University w Blacksburgu w stanie Wirginia zginęły 33 osoby (w tym zamachowiec-samobójca), a 23 zostały ranne.
- 2009:
  - W trzęsieniu ziemi we wschodnim Afganistanie zginęło 19 osób, a 37 zostało rannych.
  - Zakończyła się II wojna czeczeńska.
- 2011 – W Egipcie została rozwiązana Partia Narodowo-Demokratyczna.
- 2013:
  - Wojna domowa w Syrii: rozpoczęła się bitwa w Dżudajdat al-Fadl.
  - W trzęsieniu ziemi na pograniczu Iranu i Pakistanu zginęło 36 osób, a 162 zostały ranne.
- 2014:
  - Roger Kolo został premierem Madagaskaru.
  - W wyniku zatonięcia południowokoreańskiego promu „Sewol” zginęły 294 osoby, 172 zostały ranne, a 10 uznano za zaginione.
- 2016:
  - W drugim w ciągu dwóch dni trzęsieniu ziemi w Kumamoto na japońskiej wyspie Kiusiu zginęło 41 osób, a 2021 zostało rannych.
  - W trzęsieniu ziemi w północno-zachodnim Ekwadorze zginęły 673 osoby, a 27 732 zostały ranne.
- 2017 – W referendum narodowym w Turcji większość głosujących poparła propozycję zastąpienia systemu parlamentarnego systemem prezydenckim.
- 2018 – Aristides Gomes został po raz drugi premierem Gwinei Bissau.
- 2019 – Na torze w meksykańskim Aguascalientes Belg Victor Campenaerts ustanowił kolarski rekord świata w jeździe godzinnej (55 km 89 m).
- 2023 – W elektrownii jądrowej Olkiluoto w Finlandii rozpoczął regularną pracę największy reaktor jądrowy w Europie o mocy 1,6 GW.

## Urodzili się
- 1045 – Mieszko Kazimierzowic, przypuszczalny książę kujawski (zm. 1065)
- 1127 – Feliks de Valois, francuski trynitarz, święty (zm. 1212)
- 1464 – (lub 1466) Jan V Thurzo, polski duchowny katolicki, biskup wrocławski pochodzenia niemieckiego (zm. 1520)
- 1495 – Peter Apianus, niemiecki humanista, kartograf, matematyk, astronom, wykładowca akademicki (zm. 1552)
- 1497 – Motonari Mōri, japoński daimyō (zm. 1571)
- 1516 – Tabinshwehti, król Birmy (zm. 1550)
- 1543 – Eitoku Kanō, japoński malarz (zm. 1590)
- 1622 – Ezechiel Paritius, śląski malarz (zm. 1671)
- 1635 – Frans van Mieris Starszy, holenderski malarz (zm. 1681)
- 1646:
  - Jules Hardouin-Mansart, francuski architekt (zm. 1708)
  - Benito de Sala y de Caramany, hiszpański duchowny katolicki, biskup Barcelony, kardynał (zm. 1715)
- 1657 – Otto Friedrich von der Groeben, pruski dowódca wojskowy, uczony, podróżnik (zm. 1728)
- 1660 – Hans Sloane, angielski lekarz (zm. 1753)
- 1682 – John Hadley, angielski wynalazca (zm. 1744)
- 1693 – Anna Zofia Reventlow, królowa Danii i Norwegii (zm. 1743)
- 1697 – Johann Gottlieb Görner, niemiecki kompozytor, organista (zm. 1778)
- 1728 – Joseph Black, szkocki chemik (zm. 1799)
- 1731 – Jacob Bailey, kanadyjski pastor, poeta (zm. 1808)
- 1738 – Henry Clinton, brytyjski generał (zm. 1795)
- 1755 – Élisabeth Vigée-Lebrun, francuska malarka (zm. 1842)
- 1770 – Maria Magdalena od Wcielenia, włoska zakonnica, błogosławiona (zm. 1824)
- 1771 – Józef Dominik Kossakowski, polski pułkownik, łowczy wielki litewski, poseł na Sejm Czteroletni, uczestnik konfederacji targowickiej (zm. 1840)
- 1775 – Wojciech Gutkowski, polski inżynier wojskowy, pisarz (zm. 1826)
- 1780 – Jozef Czauczik, słowacki malarz (zm. 1857)
- 1783 – Joachima De Vedruna, hiszpańska zakonnica, święta (zm. 1854)
- 1786:
  - Albrecht Adam, niemiecki malarz (zm. 1862)
  - John Franklin, brytyjski oficer marynarki, badacz Arktyki (zm. 1847)
  - Wincenty Kraiński, polski duchowny katolicki, pisarz, pedagog (zm. 1882)
- 1792 – Filippo de Angelis, włoski duchowny katolicki, arcybiskup Fermo, kardynał (zm. 1877)
- 1800:
  - Jakob Heine, niemiecki lekarz (zm. 1879).
  - Józef Stefani, polski dyrygent, kompozytor (zm. 1876)
- 1801 – Luigi Vannicelli Casoni, włoski kardynał (zm. 1877)
- 1808 – Eugène-Emmanuel Amaury-Duval, francuski malarz (zm. 1885)
- 1810 – Wincenty Szweycer, polski ziemianin, działacz niepodległościowy, powstaniec (zm. 1872)
- 1815 – Henry Bruce, brytyjski arystokrata, polityk (zm. 1895)
- 1816 – Edward Johnson, amerykański generał (zm. 1873)
- 1817:
  - Rudolf von Delbrück, pruski polityk (zm. 1903)
  - Teodor Heneczek, polski drukarz, wydawca (zm. po 1872)
- 1819:
  - Agnieszka Baranowska, polska dramatopisarka, poetka (zm. 1890)
  - Antoni Maria Pucci, włoski zakonnik, święty (zm. 1892)
- 1820 – Victor Puiseux, francuski astronom, matematyk (zm. 1883)
- 1821 – Ford Madox Brown, brytyjski malarz (zm. 1893)
- 1822:
  - Karl Theodor Robert Luther, niemiecki astronom (zm. 1900)
  - Kalinik (Miclescu), rumuński biskup prawosławny (zm. 1886)
- 1823 – Wojciech Kalinowski, polski aptekarz, polityk, burmistrz Rzeszowa (zm. 1895)
- 1826 – Antoni Chevrier, francuski duchowny katolicki, błogosławiony (zm. 1879)
- 1829 – Albert Wilczyński, polski prozaik, humorysta (zm. 1900)
- 1832 – Alfred Izydor Römer, polski malarz, rzeźbiarz, medalier, historyk sztuki, etnograf, uczestnik powstania styczniowego (zm. 1897)
- 1834:
  - Legrand G. Capers, amerykański lekarz (zm. 1877)
  - Włodzimierz Czacki, polski kardynał, nuncjusz apostolski, poeta, publicysta (zm. 1888)
- 1838:
  - Karel Bendl, czeski kompozytor, dyrygent (zm. 1897)
  - Ernest Solvay, belgijski chemik, przemysłowiec, filantrop (zm. 1922)
  - Sándor Wagner, węgierski malarz (zm. 1919)
- 1843:
  - Stanisław Rybicki, polski lekarz, filantrop (zm. 1920)
  - Piotr Szembek, polski hrabia, polityk (zm. 1896)
  - Wojciech Szwed, polski polityk (zm. 1913)
  - Jakub van Thiel, holenderski duchowny katolicki, biskup Haarlemu (zm. 1912)
- 1844:
  - Anatole France, francuski pisarz, krytyk literacki, laureat Nagrody Nobla (zm. 1924)
  - Ludwik Szaciński, polsko-norweski fotograf (zm. 1894)
- 1848 – Stanisław Niziński, polski duchowny katolicki, działacz społeczny i niepodległościowy (zm. 1932)
- 1850 – Sidney Gilchrist Thomas, brytyjski hutnik, metalurg, wynalazca (zm. 1885)
- 1851:
  - Clarence D. Clark, amerykański polityk, senator (zm. 1930)
  - Stanisław Dębski, polski drukarz, wydawca, urzędnik (zm. 1917)
  - Ernst Josephson, szwedzki malarz, grafik, poeta (zm. 1906)
- 1854 – Vicente Casanova y Marzol, hiszpański duchowny katolicki, arcybiskup Grenady, kardynał (zm. 1930)
- 1857 – Jan Potoczek, polski działacz ludowy, polityk, poseł do austriackiej Rady Państwa i na Sejm Ustawodawczy (zm. 1941)
- 1858:
  - Stanisław Barcewicz, polski skrzypek, dyrygent, pedagog (zm. 1929)
  - Basilio Pompilj, włoski duchowny katolicki, wikariusz generalny Rzymu, kardynał (zm. 1931)
  - Philippe Wolfers, belgijski jubiler (zm. 1929)
- 1859 – Sydney Olivier, brytyjski arystokrata, polityk, administrator kolonialny (zm. 1943)
- 1860 – Stanisław Kostanecki, polski chemik, wykładowca akademicki (zm. 1910)
- 1861 – Karol Potkański, polski historyk, etnograf, taternik, wykładowca akademicki (zm. 1907)
- 1863 – Émile Friant, francuski malarz (zm. 1932)
- 1865 – Florian Hłasko, polski lekarz, marynarz (zm. 1921)
- 1866 – Jerzy Obracaj, polski nauczyciel, działacz społeczny (zm. 1949)
- 1867:
  - Andrej Toszew, bułgarski dyplomata, polityk, premier Bułgarii (zm. 1944)
  - Wilbur Wright, amerykański konstruktor samolotów, pilot (zm. 1912)
- 1868:
  - Walerian Krzeczunowicz, polski ziemianin, polityk pochodzenia ormiańskiego (zm. 1946)
  - Stefan Tadeusz Studniarski, polski inżynier leśnik, ekonomista, wykładowca akademicki (zm. 1942)
- 1871:
  - Henry Stephenson, brytyjski aktor (zm. 1956)
  - John Millington Synge, irlandzki dramaturg, poeta, prozaik (zm. 1909)
- 1872 – Henryk Galle, polski krytyk i historyk literatury (zm. 1948)
- 1874:
  - Ernest Marklew, brytyjski polityk (zm. 1939)
  - Tadeusz Obmiński, polski architekt, wykładowca akademicki (zm. 1932)
- 1875 – Aleksander Mogilnicki, polski prawnik, wykładowca akademicki, poeta (zm. 1956)
- 1876 – Zygmunt Bartmański, polski major kawalerii (zm. 1919)
- 1877:
  - Enrico Canfari, włoski piłkarz, działacz piłkarski (zm. 1915)
  - Hermann Martens, niemiecki kolarz torowy (zm. 1916)
- 1878:
  - Albert Corey, francuski lekkoatleta, długodystansowiec (ur. 1926)
  - Erik Wallerius, szwedzki żeglarz sportowy (zm. 1967)
- 1879:
  - Gala Galaction, rumuński duchowny i teolog prawosławny, pisarz, dziennikarz, polityk (zm. 1961)
  - Léon Théry, francuski kierowca wyścigowy (zm. 1909)
- 1880:
  - Mieczysław Konopacki, polski embriolog, anatom, wolnomularz, działacz polityczny (zm. 1939)
  - Teodor Kubina, polski duchowny katolicki, biskup częstochowski (zm. 1951)
- 1881:
  - Isidor Niflot, amerykański zapaśnik pochodzenia rosyjskiego (zm. 1950)
  - Anzelm Polanco Fontecha, hiszpański augustianin, biskup Teruelu, męczennik, błogosławiony (zm. 1939)
  - Edward Wood, brytyjski arystokrata, polityk (zm. 1959)
- 1882 – Felix Goldmann, niemiecki rabin, uczony, intelektualista (zm. 1934)
- 1883:
  - Arnold Freiherr von Biegeleben, niemiecki generał porucznik (zm. 1940)
  - Franciszek Kręcki, polski prawnik, bankowiec, działacz kaszubski (zm. 1940)
  - Georg de Laval, szwedzki pięcioboista nowoczesny, strzelec sportowy (zm. 1970)
  - Augustinas Voldemaras, litewski historyk, polityk, premier Litwy (zm. 1942)
- 1884:
  - Axel Norling, szwedzki gimnastyk, przeciągacz liny (zm. 1964)
  - Jakub Szynkiewicz, polski duchowny i teolog muzułmański pochodzenia tatarskiego (zm. 1966)
- 1885:
  - Herman Alexander von Salza, estoński kontradmirał pochodzenia niemieckiego (zm. 1946)
  - Leó Weiner, węgierski kompozytor (zm. 1960)
  - Anna Zborowska, polska modelka (zm. 1978)
- 1886:
  - Helena Świtalska, polska matematyk, pedagog  (zm. 1945)
  - Ernst Thälmann, niemiecki polityk, działacz komunistyczny (zm. 1944)
- 1887:
  - Paul Richaud, francuski duchowny katolicki, arcybiskup Bordeaux, kardynał (zm. 1968)
  - Guðjón Samúelsson, islandzki architekt (zm. 1950)
- 1889:
  - Charlie Chaplin, brytyjski aktor, scenarzysta i reżyser filmowy (zm. 1977)
  - Arthur Lange, amerykański kompozytor, autor tekstów (zm. 1956)
- 1890:
  - Harold Dickason, brytyjski gimnastyk (zm. 1962)
  - Walter Tausk, niemiecki przedsiębiorca, pisarz (zm. 1941)
  - Nikołaj Trubieckoj, rosyjski językoznawca, wykładowca akademicki (zm. 1938)
- 1892 – George Chaney, amerykański bokser (zm. 1958)
- 1893:
  - Stefan Dękierowski, polski reżyser, realizator i operator filmowy (zm. 1975)
  - Federico Mompou, hiszpański kompozytor (zm. 1987)
  - John Norton, amerykański lekkoatleta, płotkarz (zm. 1979)
- 1894 – Jerzy Spława-Neyman, amerykański matematyk, statystyk pochodzenia polskiego (zm. 1981)
- 1895:
  - Stanisław Dybowski, polski malarz (zm. 1956)
  - Czesław Kaczmarek, polski duchowny katolicki, biskup kielecki (zm. 1963)
- 1896:
  - Tristan Tzara, francuski poeta, eseista (zm. 1963)
  - Árpád Weisz, węgierski piłkarz, trener pochodzenia żydowskiego (zm. 1944)
- 1897 – John Bagot Glubb, brytyjski generał (zm. 1986)
- 1898 – Zygmunt Rylski, polski podpułkownik piechoty (zm. 1945)
- 1899:
  - Osman Achmatowicz, polski chemik pochodzenia tatarskiego (zm. 1988)
  - Helena Roj-Kozłowska, polska pisarka, koronczarka (zm. 1955)
  - Jaroslav Skobla, czechosłowacki sztangista (zm. 1959)
- 1900:
  - Gerrit Horsten, holenderski piłkarz (zm. 1961)
  - Turybiusz Romo González, meksykański duchowny katolicki, męczennik, święty (zm. 1928)
- 1901 – Wasilij Aborienkow, radziecki generał porucznik (zm. 1954)
- 1902:
  - Herbert Johnston, brytyjski lekkoatleta, długodystansowiec (zm. 1967)
  - Andrzej Onyszkiewicz, polski dziennikarz, działacz katolicki i emigracyjny (zm. 1980)
  - Zoltán Soós-Ruszka Hradetzky, węgierski strzelec sportowy (zm. 1992)
- 1903:
  - Teodor Goździkiewicz, polski pisarz (zm. 1984)
  - Wanda Górska, polska nauczycielka, działaczka komunistyczna (zm. 1983)
  - Paul Waner, amerykański baseballista (zm. 1965)
- 1904:
  - Jennison Heaton, amerykański bobsleista, skeletonista (zm. 1967)
  - Natalia Hiszpańska, polska podporucznik, harcmistrzyni, członkini SZP, ZWZ i AK (zm. 1944)
  - Izrael Schor, polsko-amerykański artysta plastyk pochodzenia żydowskiego (zm. 1961)
- 1905:
  - Ludwig Fischer, niemiecki funkcjonariusz nazistowski, gubernator dystryktu warszawskiego, zbrodniarz wojenny (zm. 1947)
  - Frits Philips, holenderski przedsiębiorca (zm. 2005)
- 1907:
  - August Eigruber, niemiecki funkcjonariusz nazistowski, gauleiter Górnej Austrii, zbrodniarz wojenny (zm. 1947)
  - Bolesław Rumiński, polski polityk, minister, członek Rady Państwa PRL (zm. 1971)
- 1908 – Wojciech Kołaczkowski, polski pilot wojskowy (zm. 2001)
- 1909:
  - Bep Bakhuys, holenderski piłkarz (zm. 1982)
  - Raul-Jurij Ervier, rosyjski geolog pochodzenia francuskiego (zm. 1991)
  - Manuel Valdés Larrañaga, hiszpański skrajnie prawicowy publicysta, polityk, dyplomata, sportowiec, działacz sportowy (zm. 2001)
- 1910 – Jan Kielanowski, polski zootechnik, działacz opozycji antykomunistycznej (zm. 1989)
- 1911:
  - Rudolf Breslauer, polski żużlowiec, kierowca wyścigowy (zm. 1999)
  - Sigurd Christensen, duński żeglarz sportowy (zm. 1963)
- 1912:
  - Gordon Dunn, amerykański lekkoatleta, dyskobol (zm. 1964)
  - Witold Kiedrowski, polski duchowny katolicki, kapelan, działacz polonijny i kombatancki (zm. 2012)
  - Arminius Lange, niemiecki duchowny katolicki, męczennik, błogosławiony (zm. 1943)
- 1913:
  - Don Fedderson, amerykański producent telewizyjny (zm. 1994)
  - Antonio del Giudice, włoski duchowny katolicki, arcybiskup, nuncjusz apostolski (zm. 1982)
- 1914 – Sławomir Zieleniewski, polski trener lekkoatletyki (zm. 1994)
- 1915 – Czesław Mostek, polski kapitan, żołnierz AK, uczestnik powstania warszawskiego (zm. 2018)
- 1916:
  - Władysław Jakubiak, polski kanonier, obrońca Westerplatte (zm. 1939)
  - Leonid Smirnow, radziecki polityk (zm. 2001)
- 1917 – Barry Nelson, amerykański aktor (zm. 2007)
- 1918:
  - Czesław Bartolik, polski piłkarz, trener (zm. 2008)
  - Bob Flock, amerykański kierowca wyścigowy (zm. 1964)
  - Dick Gibson, amerykański kierowca wyścigowy (zm. 2010)
- 1919:
  - Merce Cunningham, amerykański tancerz, choreograf (zm. 2009)
  - Włodzimierz Krzemiński, polski prozaik, poeta (zm. 2011)
- 1920:
  - Rudolf Gyger, szwajcarski piłkarz (zm. 1996)
  - Bill Sidwell, australijski tenisista (zm. 2021)
- 1921:
  - Roberto Reinaldo Cáceres González, argentyński duchowny katolicki, biskup Melo (zm. 2019)
  - Peter Daubeny, brytyjski impresario teatralny (zm. 1975)
  - Wasilij Nowikow, radziecki porucznik, czołgista (zm. 1945)
  - Lech Ratajski, polski kartograf, wykładowca akademicki (zm. 1977)
  - Hanna Smólska, polska aktorka (zm. 2018)
  - Peter Ustinov, brytyjski aktor, reżyser, producent, pisarz (zm. 2004)
- 1922:
  - Kingsley Amis, brytyjski pisarz, krytyk literacki, pedagog (zm. 1995)
  - Jerzy Dajewski, polski architekt (zm. 2017)
  - Leo Tindemans, belgijski polityk, premier Belgii (zm. 2014)
- 1923:
  - Alina Janowska, polska aktorka (zm. 2017)
  - Andrzej Romocki, polski harcmistrz, kapitan AK, uczestnik powstania warszawskiego (zm. 1944)
- 1924:
  - Henry Mancini, amerykański kompozytor, aranżer, autor muzyki filmowej pochodzenia włoskiego (zm. 1994)
  - Hanna Mina, syryjski pisarz (zm. 2018)
- 1925:
  - Czesława Konopka, polska artystka ludowa (zm. 1993)
  - Anthony Pevec, amerykański duchowny katolicki, biskup pomocniczy Cleveland (zm. 2014)
- 1926:
  - Kazimierz Czapliński, polski inżynier budownictwa, profesor nauk technicznych, działacz katolicki (zm. 2025)
  - Irena Horban, polska nauczycielka, działaczka społeczna i samorządowa (zm. 2021)
  - Anna Mędzkiewicz, polska nauczycielka, polityk, poseł na Sejm PRL (zm. 2004)
  - Hub Vinken, holenderski kolarz szosowy i torowy (zm. 2010)
  - Borys Woźnicki, ukraiński historyk sztuki (zm. 2012)
- 1927:
  - Alan Geldard, brytyjski kolarz torowy (zm. 2018)
  - Barbara Jonscher, polska malarka (zm. 1986)
  - Joseph Ratzinger, niemiecki duchowny katolicki, kardynał, prefekt Kongregacji Nauki Wiary, papież Benedykt XVI (zm. 2022)
  - Peter Mark Richman, amerykański aktor (zm. 2021)
- 1928 – Bogusław Danielewski, polski aktor (zm. 2024)
- 1929:
  - Elżbieta Dziębowska, polska muzykolog, uczestniczka powstania warszawskiego (zm. 2016)
  - Antoni Janusz, polski biolog, wykładowca akademicki (zm. 2019)
  - Nina Kracherowa, polska pisarka (zm. 1993)
  - Roy Hamilton, amerykański piosenkarz (zm. 1969)
- 1930:
  - Antoni Boratyński, polski grafik, malarz, ilustrator (zm. 2015)
  - Herbie Mann, amerykański flecista, saksofonista i basista jazzowy (zm. 2003)
  - Jiří Skobla, czeski lekkoatleta, kulomiot (zm. 1978)
  - Erasmus Desiderius Wandera, ugandyjski duchowny katolicki, biskup Soroti (zm. 2022)
- 1931:
  - Andrzej Grzywak, polski automatyk, informatyk (zm. 2016)
  - Krzysztof Komornicki, polski kierowca wyścigowy i rajdowy (zm. 2019)
  - Jerzy Nyga, polski duchowny katolicki (zm. 2017)
  - Tadeusz Porębski, polski polityk, poseł i wicemarszałek Sejmu PRL, dyplomata (zm. 2001)
- 1932:
  - Kahhor Mahkamow, tadżycki polityk komunistyczny, prezydent Tadżykistanu (zm. 2016)
  - Imre Polyák, węgierski zapaśnik (zm. 2010)
  - Henk Schouten, holenderski piłkarz (zm. 2018)
- 1933:
  - Marquitos, hiszpański piłkarz (zm. 2012)
  - Henryk Mądrawski, polski malarz, grafik (zm. 2009)
  - Elżbieta Ryl-Górska, polska śpiewaczka operetkowa (zm. 2021)
  - Anna Sokołowska, polska reżyserka filmowa (zm. 2016)
- 1934:
  - Víctor Arriagada Ríos, chilijski grafik, autor komiksów (zm. 2012)
  - Alojzy Henel, polski duchowny katolicki, misjonarz, autor książek o tematyce religijnej (zm. 2024)
  - Mikołaj Samojlik, polski pisarz (zm. 2003)
  - Francesco Sgalambro, włoski duchowny katolicki, biskup Cefalù (zm. 2016)
  - Halina Snopkiewicz, polska pisarka, tłumaczka (zm. 1980)
  - Jürg Willi, szwajcarski psychiatra, psychoterapeuta (zm. 2019)
  - Beata Żbikowska, polska lekkoatletka, sprinterka
- 1935:
  - Jürgen Brinckmeier, niemiecki dziennikarz, polityk, eurodeputowany (zm. 1984)
  - Lucjan Pychyński, polski polityk, poseł na Sejm PRL (zm. 2009)
  - Alicja Szastyńska-Siemion, polska humanistka, profesor nauk humanistycznych
  - Bobby Vinton, amerykański piosenkarz pochodzenia polskiego
- 1936:
  - Šaban Bajramović, serbski piosenkarz pochodzenia romskiego (zm. 2008)
  - Donald L. Cox, amerykański działacz Czarnych Panter (zm. 2011)
  - Barry Hickey, australijski duchowny katolicki, arcybiskup metropolita Perth
- 1937:
  - Colette Flesch, luksemburska florecistka, działaczka sportowa, polityk
  - Dave Gambee, amerykański koszykarz
  - Mykoła Hołowko, ukraiński piłkarz, trener (zm. 2004)
- 1938:
  - Henryk Jachimowski, polski poeta (zm. 2014)
  - Wasil Lawonau, białoruski polityk (zm. 2015)
- 1939:
  - Tatjana Anodina, rosyjska doktor habilitowana nauk technicznych, przewodnicząca Międzypaństwowego Komitetu Lotniczego
  - Iwan Bortnik, rosyjski aktor (zm. 2019)
  - Dusty Springfield, brytyjska piosenkarka (zm. 1999)
- 1940:
  - Paul Cox, australijski reżyser, scenarzysta i producent filmowy pochodzenia holenderskiego (zm. 2016)
  - Rayappu Joseph, lankijski duchowny katolicki, biskup Mannar (zm. 2021)
  - Krzysztof Kumor, polski aktor, prezes ZASP
  - Berit Mørdre Lammedal, norweska biegaczka narciarska (zm. 2016)
  - Małgorzata II, królowa Danii
  - Corrado Orrico, włoski trener piłkarski
  - Stanisław Stefan Paszczyk, polski trener lekkoatletyki, działacz sportowy, prezes PKOl, polityk, dyplomata (zm. 2008)
- 1941:
  - Vittorio Messori, włoski dziennikarz, pisarz, publicysta katolicki
  - Siergiej Nikonienko, rosyjski aktor, reżyser filmowy
  - Ryang Man Gil, północnokoreański generał, polityk
  - Cliff Stearns, amerykański polityk
  - Włodzimierz Trusiewicz, polski duchowny prawosławny, archidiakon (zm. 2017)
- 1942:
  - Dave Draper, amerykański kulturysta, aktor (zm. 2021)
  - Aleksandra Gabrysiak, polska lekarka (zm. 1993)
  - Frank Williams, brytyjski inżynier, założyciel i szef zespołu Williams F1 (zm. 2021)
- 1943:
  - Jan Dobosz, polski śpiewak operowy (baryton)
  - Ruth Madoc, brytyjska aktorka (zm. 2022)
  - Petro Tyschtschenko, niemiecki przedsiębiorca pochodzenia ukraińskiego
  - Anna Wagner, polska montażystka filmowa
- 1944:
  - John Block, amerykański koszykarz
  - Elżbieta Głąbówna, polska pianistka
  - Rusi Petrow, bułgarski zapaśnik (zm. 2023)
  - Elmar Wepper, niemiecki aktor (zm. 2023)
- 1945:
  - Tom Allen, amerykański prawnik, polityk
  - Kristina Persson, szwedzka ekonomistka, polityk
  - Vladas Žulkus, litewski archeolog, wykładowca akademicki
- 1946:
  - Margot Adler, amerykańska pisarka, dziennikarka radiowa, kapłanka i wykładowczyni wikkańska (zm. 2014)
  - Maciej Wojtyszko, polski reżyser filmowy, teatralny i telewizyjny, pisarz, autor sztuk, komiksów i filmów animowanych
- 1947:
  - Kareem Abdul-Jabbar, amerykański koszykarz
  - Roman Kostrzewski, polski sędzia piłkarski (zm. 2025)
  - Gerry Rafferty, szkocki piosenkarz, kompozytor (zm. 2011)
- 1948:
  - Wiktor Iszajew, rosyjski polityk
  - Piotr Pankanin, polski chemik, polityk, senator i poseł na Sejm RP (zm. 2022)
- 1949:
  - Tadeusz Jedynak, polski działacz opozycji antykomunistycznej, polityk, poseł na Sejm RP (zm. 2017)
  - Tomasz Marzecki, polski lektor, aktor
- 1950:
  - Slim Bouaziz, tunezyjski szachista, trener
  - Sergiusz (Bułatnikow), rosyjski biskup prawosławny
  - David Graf, amerykański aktor (zm. 2001)
  - Marek Andrzej Michalak, polski muzyk jazzowy, kompozytor
  - Thierry Perrier, francuski kierowca wyścigowy
- 1951:
  - Bobby Almond, nowozelandzki piłkarz
  - Mordechaj ben Dawid, amerykański muzyk, piosenkarz pochodzenia żydowskiego
  - David Nutt, brytyjski psychiatra, psychofarmakolog
  - Katarzyna Skolimowska, polska aktorka
  - Anna Szczepaniak, polska aktorka (zm. 1979)
- 1952:
  - Michel Blanc, francuski aktor, reżyser filmowy (zm. 2024)
  - Peter Westbrook, amerykański szablista (zm. 2024)
  - Piotr Zientarski, polski prawnik, adwokat, polityk, senator RP
- 1953:
  - Michel Blanc, francuski aktor (zm. 2024)
  - Jeremy Burgess, australijski mechanik motocyklowy
  - Peter Garrett, australijski muzyk, wokalista, członek zespołu Midnight Oil, polityk
  - Ałła Grinfeld, rosyjska i amerykańska szachistka
- 1954:
  - Ellen Barkin, amerykańska aktorka
  - Andrzej Bąk, polski artysta fotograf
  - John Bowe, australijski kierowca wyścigowy
  - Ilona Dynerman, polska aktorka pochodzenia żydowskiego
  - Geraldo, brazylijski piłkarz (zm. 1976)
  - Mustafa Kouici, algierski piłkarz
- 1955:
  - Bruce Bochy, amerykański baseballista
  - Henryk, wielki książę Luksemburga
  - Kool Herc, jamajsko-amerykański muzyk, producent muzyczny
  - Alipi Kostadinov, czeski kolarz szosowy
- 1956:
  - Urszula Heldt, polska lekkoatletka, biegaczka średniodystansowa
  - David Brown, amerykański astronauta (zm. 2003)
  - Mirosław Misiowiec, polski piłkarz (zm. 2013)
  - Wojciech Sikora, polski edytor, publicysta (zm. 2022)
- 1957:
  - Periyasamy Chandrasekaran, lankijski polityk (zm. 2010)
  - Ołeksandr Sorokalet, ukraiński piłkarz, trener (zm. 2009)
  - Ołeksandr Zinczenko, ukraiński polityk (zm. 2010)
- 1958:
  - Alf Busk, duński żużlowiec
  - Marek Czemplik, polski prawnik, senator RP
  - Rafał Markowski, polski duchowny katolicki, biskup pomocniczy warszawski
  - Mirosław Mróz, polski duchowny katolicki, teolog (zm. 2023)
- 1959:
  - Raimundas Alekna, litewski lekarz, psychoterapeuta, samorządowiec, burmistrz Wilna
  - Michael Barratt, amerykański lekarz, astronauta
  - Jacek Borkowski, polski aktor
  - Małgorzata Kapera, polska koszykarka, trenerka
  - Grzegorz Pojmański, polski astronom
  - Alison Ramsay, brytyjska hokeistka na trawie
  - Zdzisław Szwed, polski samorządowiec, członek zarządu województwa lubelskiego
- 1960:
  - Rafael Benítez, hiszpański piłkarz, trener
  - Michel Gill, amerykański aktor
  - Mikel Herzog, baskijski piosenkarz, autor piosenek pochodzenia żydowskiego
  - Andrzej Kosiór, polski samorządowiec, wicemarszałek województwa dolnośląskiego
  - Pierre Littbarski, niemiecki piłkarz, trener
- 1961:
  - Doris Dragović, chorwacka piosenkarka, autorka piosenek
  - Anna Trykozko, polska specjalistka w zakresie inżynierii środowiska (zm. 2019)
  - Jerzy Żywarski, polski koszykarz
- 1962:
  - Antony Blinken, amerykański prawnik, polityk
  - Małgorzata Bochenek, polska dziennikarka, polityk, urzędniczka państwowa
  - Jeanne Golay, amerykańska kolarka szosowa i torowa
  - Borys Kancler, kirgiski i izraelski szachista
  - Ian MacKaye, amerykański gitarzysta, wokalista, członek zespołów: Minor Threat, Embrace, Fugazi i The Evens
  - David Pate, amerykański tenisista
  - Mihaela Popa, rumuńska nauczycielka, polityk, eurodeputowana
- 1963:
  - John Delaney, amerykański przedsiębiorca, polityk, kongresman
  - Keith Packard, amerykański programista komputerowy
  - Dejan Ristanović, serbski dziennikarz, publicysta, pisarz
- 1964:
  - Irina Minch, rosyjska koszykarka, trenerka, działaczka
  - Piotr Gąsowski, polski aktor
  - Leszek Nowak, polski muzyk, wokalista, członek zespołu Sztywny Pal Azji
  - Ion Popescu, ukraiński filolog, polityk pochodzenia rumuńskiego
  - Danny Quinn, włoski aktor, model, scenarzysta i reżyser filmowy
  - Esbjörn Svensson, szwedzki pianista, lider zespołu E.S.T. (zm. 2008)
  - Helena Willis, szwedzka ilustratorka i autorka książek dla dzieci
- 1965:
  - Jon Cryer, amerykański aktor, scenarzysta i producent filmowy
  - Jarosław Gruda, polski aktor
  - Martin Lawrence, amerykański aktor, komik, reżyser, scenarzysta i producent filmowy
  - Jennifer Stoute, brytyjska lekkoatletka, sprinterka
- 1966:
  - Carlos Bustos, meksykański piłkarz, trener
  - Paul Dolan, kanadyjski piłkarz, bramkarz
  - John Doyle, amerykański piłkarz
  - Lucyna Gruszczyńska, polska lekkoatletka, kulomiotka
  - Jarosław Krysiewicz, polski koszykarz, trener
  - Seeiso, sotyjski książę, polityk, dyplomata
  - Sture Sivertsen, norweski biegacz narciarski
  - Kai Wiesinger, niemiecki aktor
- 1967:
  - Ericka Bareigts, francuska prawnik, polityk
  - Patrick Galbraith, amerykański tenisista
  - Bart de Graaff, holenderski dziennikarz i prezenter telewizyjny (zm. 2002)
- 1968:
  - Greg Baker, amerykański aktor
  - Martin Dahlin, szwedzki piłkarz
  - Andreas Hajek, niemiecki wioślarz
  - Rodney Monroe, amerykański koszykarz
- 1969:
  - Michael Baur, austriacki piłkarz
  - Germán Burgos, argentyński piłkarz, bramkarz
  - Hans Eklund, szwedzki piłkarz, trener
  - Patrik Järbyn, szwedzki narciarz alpejski
  - Edyta Łukaszewicz-Lisowska, polska aktorka
  - Hildegunn Mikkelsplass, norweska biathlonistka
  - Wojciech Pilichowski, polski gitarzysta basowy, kompozytor
  - Andreas Schieder, austriacki samorządowiec, polityk
  - Aleksandr Siemczew, rosyjski aktor
  - Fabien Roussel, francuski dziennikarz, polityk
- 1970:
  - Ettore Bassi, włoski aktor
  - Sirajeddine Chihi, tunezyjski piłkarz
  - Dero Goi, niemiecki wokalista, perkusista, członek zespołu Oomph!
  - Bernadeta Krynicka, polska pielęgniarka, działaczka samorządowa, polityk, poseł na Sejm RP
  - Ilga Šuplinska, łotewska filolog, polityk
  - Rui Vitória, portugalski piłkarz, trener
  - Walt Williams, amerykański koszykarz
- 1971:
  - Marcin Bisiorek, polski dziennikarz
  - Sven Fischer, niemiecki biathlonista
  - Aya Kokumai, japońska aktorka, modelka
  - Selena, meksykańsko-amerykańska piosenkarka (zm. 1995)
  - Natalla Zwierawa, białoruska tenisistka
- 1972:
  - Piotr Cywiński, polski historyk, działacz społeczny
  - Andreas Dittmer, niemiecki kajakarz, kanadyjkarz
  - Eldar Kurtanidze, gruziński zapaśnik
  - Conchita Martínez, hiszpańska tenisistka
  - Paolo Negro, włoski piłkarz
  - Bárður Nielsen, farerski przedsiębiorca, polityk
  - Arild Stavrum, norweski piłkarz, trener
- 1973:
  - Jérôme Bonnissel, francuski piłkarz
  - Zuzana Hlavoňová, czeska lekkoatletka, skoczkini wzwyż
  - Paweł Janeczek, polski funkcjonariusz BOR (zm. 2010)
  - Oksana Jermakowa, estońsko-rosyjska szpadzistka
  - Rastislav Lazorík, słowacki piłkarz
  - Andrzej Poczobut, polski dziennikarz, publicysta, bloger, działacz mniejszości polskiej na Białorusi
  - Sebastian Siebrecht, niemiecki szachista
- 1974:
  - Mat Devine, amerykański muzyk, wokalista, członek zespołu Kill Hannah
  - Grzegorz Lipiec, polski reżyser i scenarzysta filmowy
  - Ted Lundström, szwedzki basista, członek zespołu Amon Amarth
  - Fola Okesola, brytyjski bokser pochodzenia nigeryjskiego
  - Oksana Prodan, ukraińska ekonomistka, bizneswoman, polityk
  - Fabián Robles, meksykański aktor
  - Zali Steggall, australijska narciarka alpejska
  - Irene Tinagli, włoska ekonomistka, wykładowczyni akademicka, polityk
  - Michał Wszoła, polski chirurg, transplantolog, proktolog, gastrolog
  - Xu Jinglei, chińska aktorka, piosenkarka, reżyserka filmowa
- 1975:
  - Diego Alonso, urugwajski piłkarz
  - Flávio Canto, brazylijski judoka
  - Adem Kapič, słoweński piłkarz
  - Sean Maher, amerykański aktor
  - Sławomir Rutka, polski piłkarz, trener (zm. 2009)
  - Grzegorz Socha, polski prawnik, samorządowiec, wicemarszałek województwa świętokrzyskiego
- 1976:
  - Lukas Haas, amerykański aktor
  - David Lyons, australijski aktor
  - Doriane Vidal, francuska snowboardzistka
- 1977:
  - Fredrik Ljungberg, szwedzki piłkarz
  - Stefanie Melbeck, niemiecka piłkarka ręczna
  - Thomas Rasmussen, duński piłkarz
  - Innocenty (Wasiecki), rosyjski biskup prawosławny
  - Alek Wek, brytyjska modelka pochodzenia południowosudańskiego
- 1978:
  - An Hyo-yeon, południowokoreański piłkarz
  - Lara Dutta, indyjska aktorka, zdobywczyni tytułu Miss Universe
  - Jelena Prochorowa, rosyjska lekkoatletka, wieloboistka
  - Igor Tudor, chorwacki piłkarz
  - Iwan Urgant, rosyjski aktor, prezenter telewizyjny
- 1979:
  - Christijan Albers, holenderski kierowca wyścigowy
  - Lars Börgeling, niemiecki lekkoatleta, tyczkarz
  - Ałła Cuper, ukraińska i białoruska narciarka dowolna
  - Mauro Gavotto, włoski siatkarz
  - Sixto Peralta, argentyński piłkarz
  - Joanna Skowroń, polska kajakarka
- 1980:
  - Samir Cavadzadə, azerski piosenkarz
  - Matteo Contini, włoski piłkarz
  - Adriana Sage, meksykańska aktorka pornograficzna
  - Micha’el Zandberg, izraelski piłkarz
- 1981:
  - Andrij Berezowczuk, ukraiński piłkarz
  - Agnieszka Brandebura, polska gimnastyczka artystyczna
  - Viktorija Brice, łotewska siatkarka
  - Julia Chmielnik, polska dyrygentka, instruktorka dykcji i śpiewu, aktorka
  - Lukáš Dryml, czeski żużlowiec
  - Nasief Morris, południowoafrykański piłkarz
  - Olivier Sorin, francuski piłkarz, bramkarz
- 1982:
  - Vito Dellino, włoski sztangista
  - Boris Diaw, francuski koszykarz pochodzenia senegalskiego
  - Robert Popow, macedoński piłkarz
- 1983:
  - Jaycee Carroll, amerykańsko-azerski koszykarz
  - Marié Digby, amerykańska gitarzystka, pianistka, piosenkarka
  - Manu-L, szwajcarski piosenkarz
  - Manuela Martelli, chilijska aktorka
- 1984:
  - Claire Foy, brytyjska aktorka
  - Tucker Fredricks, amerykański łyżwiarz szybki
  - Paweł Kieszek, polski piłkarz, bramkarz
  - Kanako Konno, japońska siatkarka
  - Daniela Rojková, słowacka siatkarka
  - Kerron Stewart, jamajska lekkoatletka, sprinterka
- 1985:
  - Luol Deng, brytyjski koszykarz pochodzenia sudańskiego
  - Daria Gosek-Popiołek, polska polityk, poseł na Sejm RP
  - Andreas Granqvist, szwedzki piłkarz
  - Diana Nenowa, bułgarska siatkarka
  - Antti Pesonen, fiński skoczek narciarski
  - Benjamín Rojas, meksykański aktor, piosenkarz, kompozytor
  - Taye Taiwo, nigeryjski piłkarz
  - Nicklas Wiberg, szwedzki lekkoatleta, wieloboista
- 1986:
  - Marek Blahuš, czeski esperantysta, wikipedysta, informatyk
  - Marta Gęga, polska piłkarka ręczna
  - Shinji Okazaki, japoński piłkarz
  - Epke Zonderland, holenderski gimnastyk
- 1987:
  - Martin Fenin, czeski piłkarz
  - Richárd Guzmics, węgierski piłkarz
  - Anna Jazykowa, rosyjska wioślarka
  - Aaron Lennon, angielski piłkarz
  - Justin Olsen, amerykański bobsleista
  - Sebastian Owczarek, polski hokeista
  - Markus Suttner, austriacki piłkarz
  - Friederike Thieme, niemiecka siatkarka
- 1988:
  - Weseła Bonewa, bułgarska piosenkarka
  - Kyle Okposo, amerykański hokeista pochodzenia nigeryjskiego
  - Pungluang Sor Singyu, tajski bokser
- 1989:
  - Mohamed Ahmed, emiracki piłkarz
  - Allen Guevara, kostarykański piłkarz
  - Marija Gurowa, rosyjska zapaśniczka
  - Damir Kreilach, chorwacki piłkarz
  - Hanna Leks, polska szachistka
  - Chris Löwe, niemiecki piłkarz
  - Dani Parejo, hiszpański piłkarz
  - Mia Yim, amerykańska wrestlerka pochodzenia koreańskiego
- 1990:
  - Wangelis Mandzaris, grecki koszykarz
  - Senta-Sofia Delliponti, niemiecka piosenkarka, aktorka pochodzenia włosko-bułgarskiego
  - Reggie Jackson, amerykański koszykarz
  - Lily Loveless, brytyjska aktorka
  - Tony McQuay, amerykański lekkoatleta, sprinter
  - Anna Podkopajewa, rosyjska siatkarka
  - Arthur Zanetti, brazylijski gimnastyk
- 1991:
  - Nolan Arenado, amerykański baseballista
  - Isaac Isinde, ugandyjski piłkarz
  - Katie Meili, amerykańska pływaczka
  - Luis Muriel, kolumbijski piłkarz
  - Joni Ortio, fiński hokeista, bramkarz
- 1992:
  - Richèl Hogenkamp, holenderska tenisistka
  - Magdalena Janiuk, polska siatkarka
  - Breeja Larson, amerykańska pływaczka
  - Sebastian, luksemburski książę
  - Dawid Słupiński, polski koszykarz
  - Martyna Tracz, polska siatkarka
- 1993:
  - Markus Granlund, fiński hokeista
  - Filip Mrzljak, chorwacki piłkarz
  - Mirai Nagasu, amerykańska łyżwiarka figurowa pochodzenia japońskiego
  - Jewhen Smirnow, ukraiński piłkarz
  - Jelena Wlk, niemiecka siatkarka
- 1994:
  - Alhaji Kamara, sierraleoński piłkarz
  - Kasper Kempel, duński piłkarz
  - Kryscina Fiedaraszka, białoruska zapaśniczka
  - Birger Verstraete, belgijski piłkarz
- 1995:
  - Ramy Bensebaini, algierski piłkarz
  - Adrianna Janowicz, polska lekkoatletka, sprinterka
  - Nicolás Lazo, argentyński siatkarz
  - Mackenzie McDonald, amerykański tenisista
  - Óscar Rodríguez, salwadorski piłkarz
  - Daria Zabawska, polska lekkoatletka, dyskobolka
  - Nikita Zadorow, rosyjski hokeista
- 1996:
  - Anna Okulewicz, polska piłkarka, bramkarka
  - Anya Taylor-Joy, amerykańska aktorka
  - Taylor Townsend, amerykańska tenisistka
- 1997:
  - Oliwia Jabłońska, polska pływaczka, paraolimpijka
  - Micah Maʻa, amerykański siatkarz
  - Justyna Święs, polska piosenkarka, autorka tekstów, aktorka
- 1998:
  - Oliver Kelaart, lankijski piłkarz
  - Meng Lingzhe, chiński zapaśnik
  - Dante Vanzeir, belgijski piłkarz
- 1999:
  - Wendell Carter, amerykański koszykarz
  - Aleksandra Stokłosa, polska piłkarka ręczna
  - Hannes Wolf, austriacki piłkarz
- 2000:
  - Dylan Collard, maurytyjski piłkarz
  - Tim Staubli, szwajcarski piłkarz
- 2001:
  - Santiago Naveda, meksykański piłkarz
  - Danyło Sikan, ukraiński piłkarz
- 2002:
  - Filip Jørgensen, duński piłkarz, bramkarz pochodzenia szwedzkiego
  - Dajana Kiriłłowa, rosyjska piosenkarka
  - Patryk Peda, polski piłkarz
  - Sadie Sink, amerykańska aktorka
- 2004:
  - Ilias Akhomach, marokański piłkarz
  - Jini, południowokoreańska piosenkarka
  - Iwo Kaczmarski, polski piłkarz
  - Mateusz Kowalczyk, polski piłkarz
  - Adham as-Sajjid, egipski zapaśnik
  - Myrte van der Schoot, holenderska lekkoatletka, sprinterka i wieloboistka
- 2005:
  - Kauan, brazylijski piłkarz
  - Lee Hae-in, południowokoreańska łyżwiarka figurowa
- 2006 – Maya Joint, australijska tenisistka
- 2008 – Eleonora, księżniczka belgijska

## Zmarli
- 69 – Marek Salwiusz Oton, cesarz rzymski (ur. 32)
- 1113 – Światopełk II Michał, wielki książę kijowski (ur. 1050)
- 1118 – Adelajda del Vasto, hrabina Sycylii, królowa Jerozolimy (ur. ok. 1075)
- 1152 – Pean, polski duchowny katolicki, biskup poznański (ur. ?)
- 1198 – Fryderyk I Babenberg, książę Austrii (ur. ok. 1175)
- 1292 – Thibaud Gaudin, wielki mistrz zakonu templariuszy (ur. 1229)
- 1308 – Wilhelm I, hrabia Bergu (ur. ?)
- 1396 – Bartolomeo Uliari, włoski duchowny katolicki, arcybiskup Florencji, kardynał (ur. ok. 1320)
- 1418 – Teodor II Paleolog, markiz Montferratu (ur. 1364)
- 1485 – Vuk Grgurević Branković, despota serbski na Węgrzech (ur. ok. 1440)
- 1496 – Karol II Jan Amadeusz, książę Sabaudii (ur. 1489)
- 1513 – Archanioł Canetoli, włoski duchowny katolicki, błogosławiony (ur. 1460)
- 1540 – Afonso de Portugal, portugalski infant, duchowny katolicki, arcybiskup Lizbony, kardynał (ur. 1509)
- 1606 – Jadwiga Maria, księżniczka wołogoska (ur. 1579)
- 1627 – Hieronim Cielecki, polski duchowny katolicki, biskup płocki (ur. 1563)
- 1634 – Wojciech Staniszewski, polski szlachcic, polityk (ur. ?)
- 1640 – Stanisław Łubieński, polski duchowny katolicki, biskup łucki i płocki, podkanclerzy koronny, sekretarz królewski (ur. 1574)
- 1645 – Tobias Hume, angielski kompozytor, wiolista, żołnierz (ur. 1569)
- 1656 – Paweł III, rosyjski biskup prawosławny (ur. ?)
- 1689:
  - Aphra Behn, angielska pisarka (ur. 1640)
  - Mikołaj Oborski, polski duchowny katolicki, biskup pomocniczy krakowski (ur. 1611)
- 1694 – Claire Clémence de Maillé, francuska arystokratka (ur. 1628)
- 1700 – Chryzostom Gołębiowski, polski augustianin, kaznodzieja (ur. ok. 1654)
- 1715 – Benedict Calvert, brytyjski arystokrata, polityk (ur. 1679)
- 1729 – Antonio Ferrante Gonzaga, książę Guastalli, Bozzolo i Sabbionety, markiz Luzzary (ur. 1687)
- 1742 – Stefano Benedetto Pallavicino, włoski poeta (ur. 1672)
- 1743 – Cornelis van Bijnkershoek, holenderski prawnik (ur. 1673)
- 1746 – Ignacy Czapski, polski szlachcic, polityk (ur. 1699)
- 1756 – Jacques Cassini, francuski astronom pochodzenia włoskiego (ur. 1677)
- 1757 – Daniel Gran, austriacki malarz (ur. 1694)
- 1782 – Giuseppe Vasi, włoski architekt, rytownik (ur. 1710)
- 1783:
  - Benedykt Józef Labre, francuski tercjarz franciszkański, pielgrzym, święty (ur. 1748)
  - Christian Mayer, czeski jezuita, astronom pochodzenia niemieckiego (ur. 1719)
- 1788 – Georges-Louis Leclerc, francuski filozof, przyrodnik, matematyk, członek Akademii Francuskiej (ur. 1707)
- 1790 – Conrad-Alexandre Gérard, francuski dyplomata (ur. 1729)
- 1796 – Antoni Sułkowski, polski generał, polityk, kanclerz wielki koronny (ur. 1735)
- 1804 – William Maclay, amerykański prawnik, polityk (ur. 1737)
- 1809 – Wasilij Cziczagow, rosyjski admirał, podróżnik, odkrywca (ur. 1726)
- 1812 – Karol Bechon, polski malarz miniaturzysta pochodzenia francuskiego (ur. 1732)
- 1822 – Dmitrij Lewicki, rosyjski malarz portrecista pochodzenia ukraińskiego (ur. 1735)
- 1825 – Johann Heinrich Füssli, szwajcarski poeta, malarz, rysownik, teoretyk sztuki (ur. 1741)
- 1828:
  - Francisco Goya, hiszpański malarz, portrecista narodowości baskijskiej (ur. 1746)
  - Wincenty Modzelewski, polski szlachcic, rotmistrz (ur. ?)
- 1834 – Benedykt Kołyszko, polski generał major (ur. 1750)
- 1838 – Johanna Schopenhauer, niemiecka pisarka (ur. 1766)
- 1843 – Thomas Culbreth, amerykański przedsiębiorca, polityk (ur. 1786)
- 1846 – Domenico Dragonetti, włoski kontrabasista (ur. 1763)
- 1847 – Friedrich Wilhelm Ladislaus Tarnowski, niemiecki pisarz, dziennikarz (ur. 1811)
- 1850:
  - Filip Beatrix-Sacchi, polski duchowny katolicki, jezuita, teolog, etyk, wykładowca akademicki pochodzenia francusko-włoskiego (ur. 1791)
  - Marie Tussaud, francuska artystka (ur. 1761)
- 1852 – Paweł, książę wirtemberski (ur. 1785)
- 1859 – Alexis de Tocqueville, francuski myśliciel polityczny, socjolog, polityk (ur. 1805)
- 1863 – Leon Frankowski, polski działacz niepodległościowy, uczestnik powstania styczniowego (ur. 1843)
- 1870 – Rallou Karatza, grecka aktorka, reżyserka, tłumaczka (ur. 1778)
- 1872 – Anton von Doblhoff-Dier, austriacki polityk, premier Cesarstwa Austrii (ur. 1800)
- 1873 – Józef Kazimierz Piotrowski, polski kompozytor, organista (ur. 1817)
- 1879 – Bernadeta Soubirous, francuska zakonnica, święta (ur. 1844)
- 1884 – Walter Montagu-Douglas-Scott, brytyjski arystokrata, polityk (ur. 1806)
- 1888:
  - Louis Dunski, francuski architekt pochodzenia polskiego (ur. 1829)
  - Zygmunt Wróblewski, polski fizyk, wykładowca akademicki (ur. 1845)
- 1894 – Henryk Pillati, polski malarz, rysownik, ilustrator, karykaturzysta (ur. 1832)
- 1898:
  - Joaquín Crespo, wenezuelski polityk, prezydent Wenezueli (ur. 1841)
  - Robert Milligan McLane, amerykański dyplomata, polityk (ur. 1815)
- 1900:
  - Dankmar Adler, amerykański architekt pochodzenia niemiecko-żydowskiego (ur. 1844)
  - John W. Hunter, amerykański polityk (ur. 1807)
- 1901:
  - Kristian Helweg, duński psychiatra, neuroanatom (ur. 1847)
  - Henry Augustus Rowland, amerykański fizyk, wykładowca akademicki (ur. 1848)
- 1902 – Nicolae Kalinderu, rumuński lekarz, polityk pochodzenia tureckiego (ur. 1832)
- 1904 – Samuel Smiles, szkocki pisarz filozoficzny, moralista (ur. 1812)
- 1906 – William Farrer, australijski farmer, agronom (ur. 1845)
- 1909 – Zygmunt Jarociński, polski przemysłowiec, filantrop pochodzenia żydowskiego (ur. 1824)
- 1911:
  - Edward Dłużewski, polski anarchista (ur. 1891)
  - Władysław Gosiewski, polski matematyk, logik, fizyk, pedagog (ur. 1844)
  - Józef Maksymilian Lubomirski, polsko-francuski pisarz (ur. 1839)
  - Leopold Świerz, polski taternik (ur. 1835)
- 1913 – Wojciech Szwed, polski polityk (ur. 1843)
- 1914 – George William Hill, amerykański astronom, matematyk (ur. 1838)
- 1915 – Richard Lydekker, brytyjski przyrodnik, geolog, pisarz pochodzenia holenderskiego (ur. 1849)
- 1917 – Adolf Kitschman, polski aktor, śpiewak operowy, reżyser teatralny (ur. 1854)
- 1918:
  - Ludwig Opel, niemiecki kolarz torowy, prawnik, przedsiębiorca (ur. 1880)
  - Leon Popescu, rumuński producent filmowy, przedsiębiorca, mecenas (ur. 1864)
- 1924 – Ignacy Ciszewski, polski inżynier, budowniczy mostów (ur. 1875)
- 1925:
  - Ginter Wiktor, książę Schwarzburg-Sondershausen i Schwarzburg-Rudolstadt (ur. 1852)
  - Kalin Najdenow, bułgarski generał porucznik, polityk (ur. 1865)
  - Stefan Nerezow, bułgarski generał (ur. 1867)
  - David Powell, szkocki aktor (ur. 1883)
- 1926 – Iwan Hrobelski, ukraiński duchowny greckokatolicki, polityk (ur. 1859)
- 1927 – Stasys Sabaliauskas, litewski piłkarz, koszykarz, lekkoatleta (ur. 1905)
- 1928 – Pawieł Akselrod, rosyjski rewolucjonista (ur. 1850)
- 1929:
  - Artur Gruszecki, polski pisarz, publicysta (ur. 1852)
  - Bronisława Stankowicz, polska zakonnica (ur. 1844)
- 1930:
  - Franciszek Rawita-Gawroński, polski pisarz, publicysta, historyk amator, uczestnik powstania styczniowego (ur. 1846)
  - Joseph Ridgeway, brytyjski dyplomata (ur. 1844)
- 1931 – Rachel Bluwstein, żydowska poetka (ur. 1890)
- 1933:
  - Peter Ilsted, duński malarz, grafik (ur. 1861)
  - Korneliusz (Sobolew), rosyjski biskup prawosławny (ur. 1880)
- 1934 – Artur Schroeder, polski podporucznik kawalerii, prozaik, poeta, publicysta, krytyk literacki, teatralny i artystyczny, tłumacz (ur. 1881)
- 1935:
  - Panait Istrati, rumuński pisarz (ur. 1884)
  - Piotr Smidowicz, radziecki polityk (ur. 1874)
- 1936 – Albert Thibaudet, francuski krytyk literacki, literaturoznawca, wykładowca akademicki (ur. 1874)
- 1938:
  - Steve Bloomer, angielski piłkarz (ur. 1874)
  - Kazimierz Budny, polski adwokat (ur. 1863)
- 1939 – Jefriem Eszba, radziecki i abchaski polityk (ur. 1893)
- 1940:
  - Abd-al Hamid Ben Badis, algierski teolog, reformator islamu, polityk (ur. 1889)
  - Józef Bilewski, polski kapitan artylerii, lekkoatleta, dyskobol i kulomiot (ur. 1899)
  - Adam Kogut, polski kapitan, piłkarz (ur. 1895)
  - Franciszek Kubrak, polski policjant (ur. 1891)
  - Jan Rejecki, polski wszechstronny lekkoatleta, podporucznik pilot (ur. 1912)
  - Teodor Sąsała, polski duchowny katolicki, werbista, Sługa Boży (ur. 1888)
  - Jan Slaski, polski major kawalerii, polityk, senator RP (ur. 1895)
  - Piotr Urbańczyk, polski policjant (ur. 1891)
- 1941:
  - Émile Bernard, francuski malarz, grafik (ur. 1868)
  - Hans Driesch, niemiecki filozof, biolog, wykładowca akademicki (ur. 1867)
  - Bogusław Mierzwa, polski porucznik pilot (ur. 1918)
- 1942:
  - Aleksandra Koburg, brytyjska księżniczka (ur. 1878)
  - Georgi Wyndew, bułgarski rewolucjonista (ur. 1890)
- 1943 – Witold Trubicki, polski major piechoty (ur. 1890)
- 1944:
  - William Percival Crozier, brytyjski dziennikarz (ur. 1879)
  - Karol Olpiński, polski prawnik, urzędnik państwowy, wojewoda tarnopolski, sędzia Najwyższego Trybunału Administracyjnego (ur. 1876)
- 1945:
  - Hugo Wilhelm von Abercron, niemiecki generał major, pionier lotnictwa, baloniarz (ur. 1869)
  - Həbibulla Hüseynov, radziecki pułkownik (ur. 1910)
  - Iwan Kuźminow, radziecki starszy porucznik (ur. 1915)
  - Hans-Joachim Scherer, niemiecki neuropatolog (ur. 1906)
  - Teodor Walenta, polski duchowny katolicki, działacz plebiscytowy (ur. 1882)
  - Marian Zając, polski narciarz alpejski, porucznik nawigator (ur. 1920)
  - Nikołaj Żewachow, rosyjski działacz polityczny, emigracyjny i cerkiewny, autor wspomnień, publicysta (ur. 1874)
- 1946 – Arthur Chevrolet, szwajcarsko-amerykański kierowca wyścigowy, producent samochodów (ur. 1884)
- 1947:
  - Mordechaj Alkachi, żydowski bojownik, członek Irgunu (ur. 1925)
  - Rudolf Höß, niemiecki funkcjonariusz nazistowski, zbrodniarz wojenny, komendant obozu Auschwitz-Birkenau (ur. 1900)
  - Eugeniusz Werens, polski żołnierz AK, uczestnik podziemia antykomunistycznego (ur. 1917)
- 1950:
  - Anders Peter Nielsen, duński strzelec sportowy (ur. 1867)
  - Eduard Oja, estoński kompozytor, dyrygent, skrzypek, pedagog (ur. 1905)
  - Czesław Szyndler, polski pułkownik uzbrojenia (ur. 1892)
- 1953 – Hraczia Aczarian, ormiański lingwista, etymolog, filolog, wykładowca akademicki (ur. 1876)
- 1954 – Iwan Maslennikow, radziecki generał armii, funkcjonariusz służb specjalnych, polityk (ur. 1900)
- 1956:
  - Walter Hore-Ruthven, brytyjski arystokrata, polityk (ur. 1870)
  - Petro Karmanśkyj, ukraiński poeta, tłumacz (ur. 1878)
  - Nikon (Pietin), rosyjski biskup prawosławny (ur. 1902)
- 1957 – Johnny Torrio, amerykański przestępca pochodzenia włoskiego (ur. 1882)
- 1958:
  - Rosalind Franklin, brytyjska biofizyk, krystalograf, wykładowczyni akademicka pochodzenia żydowskiego (ur. 1920)
  - Mieczysław Szaleski, polski alowiolista, pedagog (ur. 1891)
  - Edgard Van Bocxstaele, belgijski piłkarz (ur. 1888)
- 1959:
  - Antoni Fertner, polski aktor (ur. 1874)
  - Józefa Majchrowicz, polska malarka, pedagog (ur. 1884)
- 1960 – Felix Kersten, niemiecki masażysta (ur. 1898)
- 1961:
  - Józef Grzegorzek, polski działacz narodowy, powstaniec śląski (ur. 1885)
  - Martin Houtkooper, holenderski piłkarz (ur. 1891)
- 1962:
  - Halina Maria Dąbrowolska, polska pisarka (ur. 1902)
  - Roman Dreżepolski, polski biolog, pedagog, działacz śpiewaczy (ur. 1885)
- 1963:
  - Alichan Kantemir, azerski polityk, działacz i publicysta emigracyjny (ur. 1886)
  - Herman Zdzisław Scheuring, polski kapitan lekarz, działacz narodowy (ur. 1894)
  - Adolf Stender-Petersen, duński językoznawca, slawista, wykładowca akademicki (ur. 1893)
- 1964 – Franciszek Ancewicz, litewski i polski dziennikarz, prawnik, sowietolog, wykładowca akademicki (ur. 1905)
- 1965:
  - Wilhelm Banse, niemiecki polityk (ur. 1911)
  - Sydney Chaplin, brytyjski aktor (ur. 1885)
  - Fritz Cockerell, niemiecki konstruktor motocykli i samochodów (ur. 1889)
  - Borys (Wik), rosyjski biskup prawosławny (ur. 1906)
- 1966:
  - Willie Haupt, amerykański kierowca wyścigowy pochodzenia niemieckiego (ur. 1885)
  - Tomasz Klenczar, polski inżynier górniczy, mierniczy, działacz plebiscytowy (ur. 1886)
- 1968:
  - Fay Bainter, amerykańska aktorka (ur. 1893)
  - Edna Ferber, amerykańska pisarka (ur. 1885)
- 1970:
  - Henri Massis, francuski działacz kulturalny, dziennikarz, pisarz, krytyk literacki (ur. 1886)
  - Richard Neutra, amerykański architekt pochodzenia austriacko-żydowskiego (ur. 1892)
- 1971:
  - Feliks Chmurkowski, polski aktor, reżyser teatralny, prezes ZASP (ur. 1896)
  - Franciszek Waniołka, polski inżynier, polityk, poseł na Sejm PRL, minister gospodarki i energetyki, wicepremier (ur. 1912)
- 1972:
  - Rudolf Deyl starszy, czeski aktor (ur. 1876)
  - Yasunari Kawabata, japoński prozaik, poeta, laureat Nagrody Nobla (ur. 1899)
  - Władysław Moskalik, polski ekonomista, działacz komunistyczny (ur. 1907)
- 1973:
  - Jan Ciechanowski, polski ekonomista, dyplomata (ur. 1887)
  - Spiro Çomora, albański dramaturg, poeta, prozaik, satyryk, tłumacz (ur. 1918)
  - István Kertész, węgiersko-niemiecki dyrygent pochodzenia żydowskiego (ur. 1929)
- 1974:
  - Heliodor Cepa, polski generał brygady (ur. 1895)
  - Raymond Moore, amerykański geolog, paleontolog, wykładowca akademicki (ur. 1892)
  - Owen O’Malley, brytyjski dyplomata (ur. 1887)
- 1975:
  - Dmitrij Kamolikow, radziecki sierżant (ur. 1923)
  - Karel Kuchař, czeski geograf, kartograf (ur. 1906)
  - Sarvepalli Radhakrishnan, indyjski bramin, filozof, polityk, prezydent Indii (ur. 1888)
- 1976 – Vera C. Bushfield, amerykańska polityk (ur. 1889)
- 1977:
  - Erwin Elster, polski malarz, pedagog (ur. 1877)
  - Alfred Lenica, polski malarz (ur. 1899)
- 1978:
  - Lucius Clay, amerykański generał (ur. 1898)
  - Philibert Tsiranana, malgaski polityk, premier i prezydent Madagaskaru (ur. 1912)
- 1980:
  - Jerzy Procnar, polski kompozytor, dyrygent (ur. 1924)
  - Alf Sjöberg, szwedzki reżyser filmowy (ur. 1903)
  - Morris Stoloff, amerykański kompozytor, dyrygent (ur. 1898)
- 1981:
  - Stanisław Libner, polski aktor (ur. 1911)
  - Leonid Mielnikow, ukraiński i radziecki polityk (ur. 1906)
- 1982:
  - Anatolij Aleksandrow, rosyjski kompozytor, pianista, dyrygent (ur. 1888)
  - Warłam Kakuczaja, radziecki generał major, polityk (ur. 1905)
- 1983:
  - Alojzy Graj, polski lekkoatleta, średnio- i długodystansowiec (ur. 1929)
  - Helena Hleb-Koszańska, polska bibliograf, teoretyk bibliotekoznawstwa (ur. 1903)
  - Gustaf Josefsson, szwedzki piłkarz (ur. 1916)
  - Oswald Mateja, polski matematyk, wykładowca akademicki (ur. 1936)
  - Michał Zohary, izraelski botanik, wykładowca akademicki (ur. 1898)
- 1984:
  - Byron Haskin, amerykański reżyser filmowy (ur. 1899)
  - Giovanni Lattuada, włoski gimnastyk (ur. 1905)
- 1985:
  - Tadeusz Bartosik, polski aktor, reżyser teatralny (ur. 1925)
  - Mychajło Chomiak, ukraiński prawnik, dziennikarz, redaktor, działacz emigracyjny (ur. 1905)
  - Philipp Grimm, niemiecki funkcjonariusz i zbrodniarz nazistowski (ur. 1909)
- 1986 – Carlo Biagi, włoski piłkarz (ur. 1914)
- 1987 – Juan Evangelista Venegas, portorykański bokser (ur. 1928)
- 1988:
  - Stanisław Bańczyk, polski działacz ruchu ludowego, polityk, poseł do KRN i na na Sejm Ustawodawczy (ur. 1903)
  - José Dolhem, francuski kierowca wyścigowy (ur. 1944)
  - Jan Lutyński, polski socjolog, politolog, wykładowca akademicki (ur. 1921)
  - Chalil al-Wazir, palestyński działacz nacjonalistyczny (ur. 1935)
- 1989:
  - Roman Góral, polski lekarz, polityk, poseł na Sejm PRL (ur. 1925)
  - Kaoru Ishikawa, japoński teoretyk zarządzania, chemik, wykładowca akademicki (ur. 1915)
- 1991 – David Lean, brytyjski reżyser i producent filmowy (ur. 1908)
- 1992:
  - Iosif Giejbo, radziecki generał major lotnictwa (ur. 1910)
  - Mirosław Martin, polski polityk, poseł na Sejm PRL (ur. 1931)
  - Alexandru Nicolschi, rumuński działacz komunistyczny, funkcjonariusz Securitate pochodzenia żydowskiego (ur. 1915)
- 1993:
  - Josef Greindl, niemiecki śpiewak operowy (bas) (ur. 1912)
  - Heinrich Hamann, niemiecki funkcjonariusz i zbrodniarz nazistowski (ur. 1908)
  - Wojciech Jahn, polski inżynier, malarz (ur. 1937)
- 1994 – Aleksandra Królikowska-Skotnicka, polska aktorka (ur. 1901)
- 1995:
  - Jerzy Cytowski, polski pułkownik, historyk wychowania, wykładowca akademicki (ur. 1926)
  - Cy Endfield, brytyjski scenarzysta, reżyser filmowy i teatralny (ur. 1914)
  - Josef Hügi, szwajcarski piłkarz (ur. 1930)
  - Alfred Kaftal, polski prawnik, wykładowca akademicki (ur. 1931)
- 1996:
  - Lucille Bremer, amerykańska aktorka (ur. 1917)
  - Irasema Dilián, meksykańska aktorka (ur. 1924)
  - Romualda Gruszczyńska-Olesiewicz, polska koszykarka, siatkarka (ur. 1928)
- 1997:
  - Orazio Frugoni, włoski pianista (ur. 1921)
  - Roland Topor, francuski prozaik, dramaturg, rysownik, grafik, scenarzysta, reżyser teatralny i filmowy, aktor scenograf pochodzenia polsko-żydowskiego (ur. 1938)
- 1998:
  - Kazimieras Antanavičius, litewski inżynier, ekonomista, wykładowca akademicki, polityk (ur. 1937)
  - Leon Urbański, polski geograf, typograf (ur. 1926)
- 2001:
  - Giacomo Gentilomo, włoski reżyser filmowy (ur. 1909)
  - Mohammad Rabbani, afgański duchowny muzułmański, premier Afganistanu (ur. 1955 lub 1956)
  - Michael Ritchie, amerykański reżyser filmowy (ur. 1938)
- 2004:
  - Elwood Cooke, amerykański tenisista (ur. 1913)
  - Jan Szczepański, polski socjolog, wykładowca akademicki, pisarz, polityk, poseł na Sejm i członek Rady Państwa PRL (ur. 1913)
- 2005:
  - Herm Gilliam, amerykański koszykarz (ur. 1946)
  - Artur Hutnikiewicz, polski historyk literatury (ur. 1916)
- 2006:
  - Daniel Schaefer, amerykański polityk (ur. 1936)
  - Georges Stuber, szwajcarski piłkarz, bramkarz (ur. 1925)
- 2007:
  - Christo Christow, bułgarski reżyser filmowy (ur. 1926)
  - Cho Seung-hui, amerykański masowy morderca pochodzenia koreańskiego (ur. 1984)
- 2008:
  - Przemysław Burchard, polski etnograf, prozaik, reportażysta, podróżnik, speleolog, wydawca (ur. 1925)
  - Janusz Dolny, polski pianista, pedagog (ur. 1927)
  - Edward Lorenz, amerykański matematyk, meteorolog (ur. 1917)
- 2009 – Åke Lassas, szwedzki hokeista (ur. 1924)
- 2010:
  - Rasim Delić, bośniacki generał (ur. 1949)
  - Tomáš Špidlík, czeski kardynał (ur. 1919)
- 2011:
  - Julija Brazauskienė, litewska lekarka, pierwsza dama (ur. 1932)
  - Chinesinho, brazylijski piłkarz (ur. 1935)
  - Bjørn Oscar Gulbrandsen, norweski hokeista, żeglarz sportowy (ur. 1925)
  - Tadeusz Pawlusiak, polski skoczek narciarski (ur. 1946)
  - Henryk Zomerski, polski muzyk big-beatowy (ur. 1942)
- 2012:
  - Marian Biskup, polski historyk, wykładowca akademicki (ur. 1922)
  - Edward Kinderman, polski kierowca wyścigowy i rajdowy (ur. 1934)
  - Jozef Májovský, słowacki botanik, wykładowca akademicki (ur. 1912)
  - Arnold Mærsk McKinney Møller, duński przedsiębiorca (ur. 1913)
  - Ewald Sasimowski, polski zootechnik, wykładowca akademicki (ur. 1923)
  - Janusz Welento, polski profesor nauk weterynaryjnych (ur. 1929)
- 2013:
  - Ali Kafi, algierski polityk, prezydent Algierii (ur. 1928)
  - Reinhard Lettmann, niemiecki duchowny katolicki, biskup Münsteru (ur. 1933)
  - Edward Mecha, polski ekonomista, geodeta, samorządowiec prezydent Katowic (ur. 1938)
  - George Beverly Shea, amerykański piosenkarz (ur. 1909)
- 2015:
  - Walerij Biełousow, rosyjski hokeista, trener (ur. 1948)
  - Ołeś Buzyna, ukraiński dziennikarz, pisarz (ur. 1969)
  - Stanislav Gross, czeski polityk, premier Czech (ur. 1969)
  - Johnny Kemp, bahamski piosenkarz (ur. 1959)
- 2016:
  - Ron Bonham, amerykański koszykarz (ur. 1942)
  - William Gray, amerykański meteorolog (ur. 1929)
  - Symeon (Kostadinow), bułgarski biskup prawosławny (ur. 1926)
  - Louis Pilot, luksemburski piłkarz, trener (ur. 1940)
  - Jan Rutkiewicz, polski reżyser i scenarzysta filmowy (ur. 1931)
- 2017:
  - Allan Holdsworth, brytyjski gitarzysta, członek zespołów: UK i Level 42 (ur. 1946)
  - Piotr Komorowski, polski aktor, prawnik (ur. 1937)
  - Spartaco Landini, włoski piłkarz (ur. 1944)
  - Augustyn Leśniak, polski historyk, regionalista (ur. 1931)
- 2018:
  - Harry Anderson, amerykański aktor, komik, magik (ur. 1952)
  - Choi Eun-hee, południowokoreańska aktorka (ur. 1926)
  - Ivan Mauger, nowozelandzki żużlowiec (ur. 1939)
- 2019:
  - Fay McKenzie, amerykańska aktorka (ur. 1918)
  - Wałentyn Moroz, ukraiński historyk, działacz polityczny, dysydent (ur. 1936)
  - Ignace Murwanashyaka, rwandyjski bojownik, zbrodniarz przeciwko ludzkości (ur. 1963)
- 2020:
  - Christophe, francuski piosenkarz (ur. 1945)
  - Gene Deitch, amerykański reżyser filmów animowanych (ur. 1924)
  - Eliezer Grynfeld, polsko-izraelski kaletnik, handlowiec, pamiętnikarz (ur. 1923)
  - Santiago Lanzuela Marina, hiszpański ekonomista, polityk, samorządowiec, prezydent Aragonii (ur. 1948)
  - Luis Sepúlveda, chilijski pisarz (ur. 1949)
  - Kazimierz Zarzycki, polski dziennikarz, przedsiębiorca, polityk, poseł na Sejm RP (ur. 1939)
  - Ewa Żarska, polska reporterka telewizyjna, reportażystka, dziennikarka śledcza (ur. 1975)
- 2021:
  - Władysław Basista, polski duchowny katolicki, pedagog, filolog, logopeda, działacz społeczny (ur. 1928)
  - Charles Geschke, amerykański informatyk, przedsiębiorca (ur. 1939)
  - Grażyna Leja, polska bizneswoman, polityk, urzędniczka państwowa (ur. 1954)
  - Helen McCrory, brytyjska aktorka (ur. 1968)
  - Siergiej Nowikow, rosyjski judoka (ur. 1949)
  - Andrew Peacock, australijski prawnik, polityk (ur. 1939)
  - Éric Raoult, francuski polityk, samorządowiec, burmistrz Le Raincy (ur. 1955)
  - Mari Törőcsik, węgierska aktorka (ur. 1935)
- 2022:
  - John Dougherty, amerykański duchowny katolicki, biskup pomocniczy Scranton (ur. 1932)
  - Barbara Kopeć-Umiastowska, polska tłumaczka (ur. 1950)
  - Daniel Simson, polski matematyk, wykładowca akademicki (ur. 1942)
  - Joachim Streich, niemiecki piłkarz, trener (ur. 1951)
  - Halina Winiarska, polska aktorka (ur. 1933)
- 2023:
  - Ahmad Jamal, amerykański pianista jazzowy (ur. 1930)
  - Wojciech Kostowski, polski farmakolog, psychofarmakolog, wykładowca akademicki (ur. 1939)
  - Antônio Celso Queiroz, brazylijski duchowny katolicki, biskup pomocniczy São Paulo, biskup Catanduva (ur. 1933)
  - Gregorios Elias Tabé, syryjski duchowny katolicki, arcybiskup Damaszku (ur. 1941)
- 2024:
  - Władimir Andriejew, rosyjski lekkoatleta, chodziarz (ur. 1966)
  - Newton da Costa, brazylijski matematyk, logik, filozof, wykładowca akademicki (ur. 1929)
  - Bob Graham, amerykański przedsiębiorca, polityk, senator, gubernator Florydy (ur. 1936)
  - Dmytro Kapranow, ukraiński pisarz, publicysta, wydawca (ur. 1967)
  - Leszek Koszytkowski, polski archiwista i bibliotekarz, działacz opozycji antykomunistycznej (ur. 1955)
  - Josep Maria Terricabras, hiszpański filozof, wykładowca akademicki, polityk, eurodeputowany (ur. 1946)
- 2025:
  - Aaron Boupendza, gaboński piłkarz (ur. 1996)
  - João Cravinho, portugalski inżynier, działacz gospodarczy, polityk, minister przemysłu i technologii, eurodeputowany (ur. 1936)
  - Kimmo Sasi, fiński prawnik, polityk, minister handlu zagranicznego, minister transportu i łączności (ur. 1952)